# 모나자이트

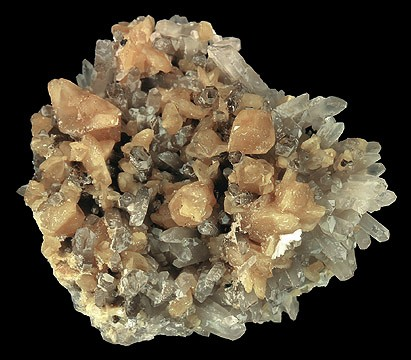
모나자이트-(Ce)

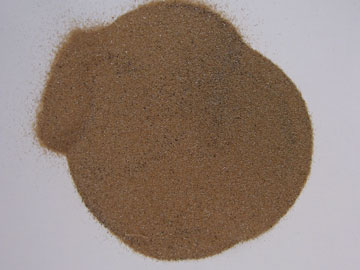
모나자이트 분말

모나자이트(영어: monazite)는 희토류 원소를 포함하는 적갈색(reddish-brown)의 인산염 광물이다. 대개 작은 고립된 결정 형태로 얻어진다. 모스 경도 5.0~5.5의 경도를 가지며, 밀도는 약 4.6~5.7 g/cm3이다. 광물의 상대적 원소 조성에 따라 적어도 네 가지 종류의 모나자이트가 있다.
- 모나자이트-(Ce), (Ce, La, Nd, Th)PO4 (가장 흔한 구성),
- 모나자이트-(La), (La, Ce, Nd)PO4,
- 모나자이트-(Nd), (Nd, La, Ce)PO4,
- 모나자이트-(Sm), (Sm, Gd, Ce, Th)PO4.

괄호 안의 원소는 광물 내의 상대적 비율 순서이다. 란타넘은 모나자이트-(La)에서 가장 흔한 희토류 원소이다. 실리카(SiO2)가 미량 존재하며, 적은 양의 우라늄과 토륨도 존재한다. 토륨과 우라늄의 알파 붕괴로 인해 모나자이트는 상당한 양의 헬륨을 함유하고 있으며, 열을 가해 추출 할 수 있다.
모나자이트는 토륨, 란타넘 및 세륨의 주요 원광석이다. 종종 사광상 형태로 발견된다. 인도, 마다가스카르, 남아프리카 공화국은 모나자이트 모래가 많이 퇴적되어 있다. 특히 인도의 퇴적물에선 모나자이트가 풍부하다.
모나자이트는 토륨이나 우라늄의 존재로 인해 방사성을 띤다. 모나자이트는 방사성 특성으로 인해 모나자이트가 함유된 암석의 결정화, 가열 또는 변형과 같은 지질학적 사건을 연구하기 위해 지구연대학에 사용된다.
모나자이트라는 이름은 고립된 결정을 암시하는 그리스어 "μονάζειν"(혼자의)가 독일어 "Monanit"을 거쳐 영어 "Monanite"가 유래되었다.
2018년에 있었던 라돈 침대에 들어가 있던 광물이다.